# Jinichi Nagumo
Pour les articles homonymes, voir Nagumo (homonymie).
Jinichi Nagumo (南雲 仁一, Nagumo Jin'ichi), né en 1926 et mort le 10 mars 1999 au Japon, est un mathématicien japonais connu pour ses travaux sur la dynamique des systèmes non-linéaires.

## Biographie
Jinichi Nagumo est professeur à l'université de Tokyo. Il est doyen de la faculté d'ingénierie de 1982 à 1984.
Ses recherches sur les systèmes non-linéaires portent sur les circuits électriques. Ceci l'amène à proposer un circuit équivalent pour décrire simplement le fonctionnement d'un neurone sur une idée proposée par Richard FitzHugh. Ce modèle est passé à la postérité sous le nom de modèle FitzHugh-Nagumo.
À partir de 1973 il a par ailleurs participé au développement de l'électronique médicale au Japon au travers de divers comités universitaires et gouvernementaux.

## Ouvrages
- Jinichi Nagumo et Shigeru Furuya, Nonlinear vibration theory, Iwanami Shoten, 1957

## Distinctions
- Médaille avec ruban pourpre (1987).
- Ordre du Trésor sacré de deuxième classe (1997).
- Troisième rang junior (ja) (1997).